# Eagle Harbor (Maryland)
La ville de Eagle Harbor est située dans le comté du Prince George, dans l’État du Maryland, aux États-Unis. Sa population s’élevait à 67 habitants lors du recensement de 2020.